# Neunkirchen am Brand
Neunkirchen am Brand, Neunkirchen a.Brand – gmina targowa w Niemczech, w kraju związkowym Bawaria, w rejencji Górna Frankonia, w regionie Oberfranken-West, w powiecie Forchheim. Leży nad rzeką Schwabach, ok. 12 km na południowy wschód od Forchheimu, ok. 10 km na północny wschód od Erlangen i ok. 18 km na północ od Norymbergi.

## Dzielnice
W skład gminy wchodzą następujące dzielnice:
- Neunkirchen
- Baad
- Ebersbach
- Ermreuth
- Großenbuch
- Rödlas
- Rosenbach
- Wellucken

## Położenie
Gminami z którymi graniczy Neunkirchen am Brand  są: Kleinsendelbach, Igensdorf, Gräfenberg, Dormitz, Uttenreuth, Marloffstein, Hetzles, Langensendelbach

## Polityka
Wójtem jest Wilhelm Schmitt z CSU.

### Rada miejska
Rada gminy składa się z 20 członków:
|      | CSU | SPD | FWG | ÜWG | JB | GDG | Razem     |
| 2002 | 7   | 4   | 4   | 3   | 1  | 1   | 20 miejsc |

### Współpraca
Miejscowości partnerskie:
- Deerlijk, Belgia
- Tótkomlós, Węgry

## Zabytki i atrakcje
- klasztor Neunkirchen am Brand
- Kościół pw. św. Michała (St. Michael)
- ratusz
- mury miejskie
- brama Erlangen
- synagoga
- zamek Ermreuther
- kościół w dzielnicy Ermreuth
- kościół ewangelicki
- kaplica przycmentarna

## Galeria

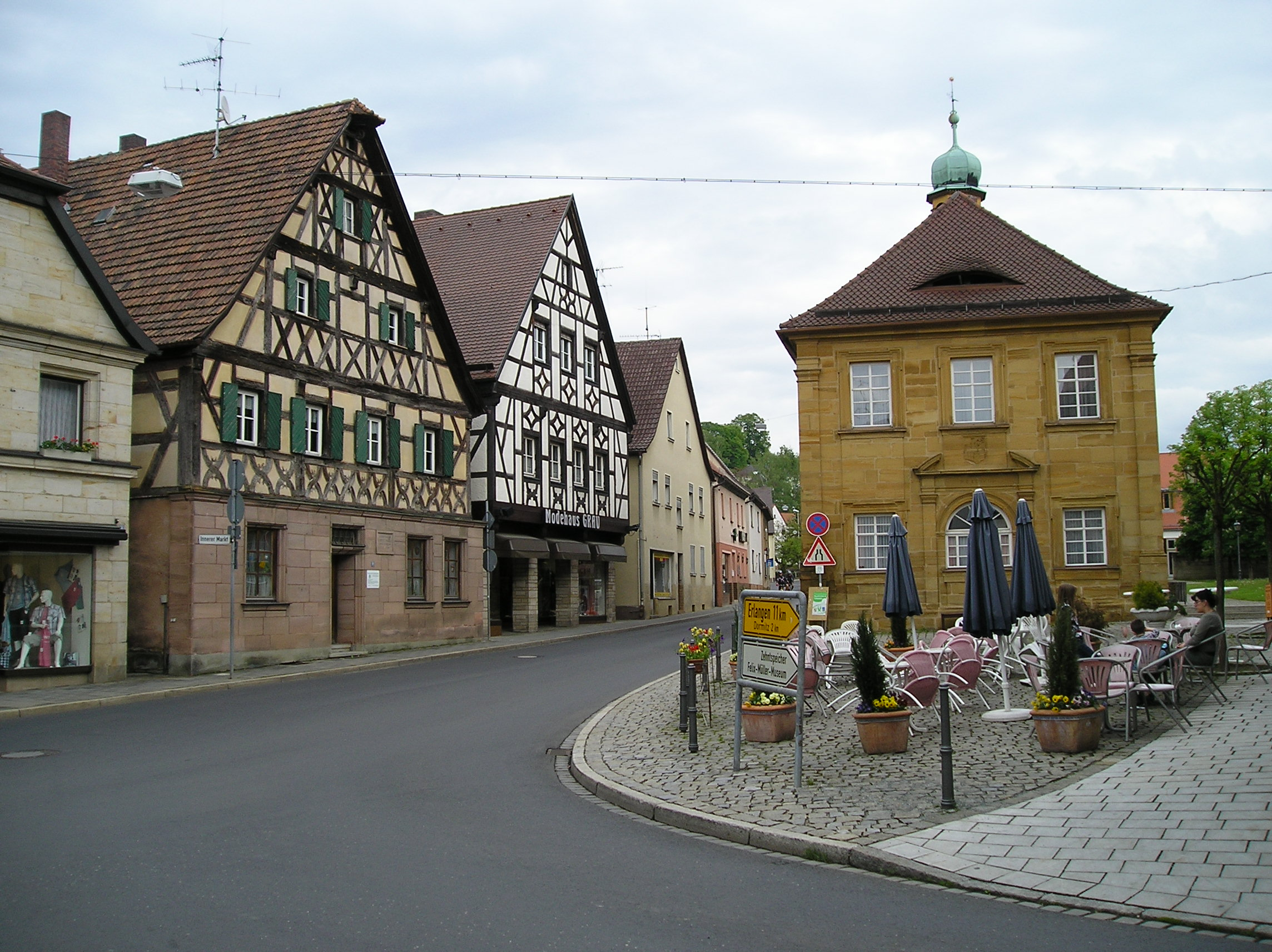
Centrum
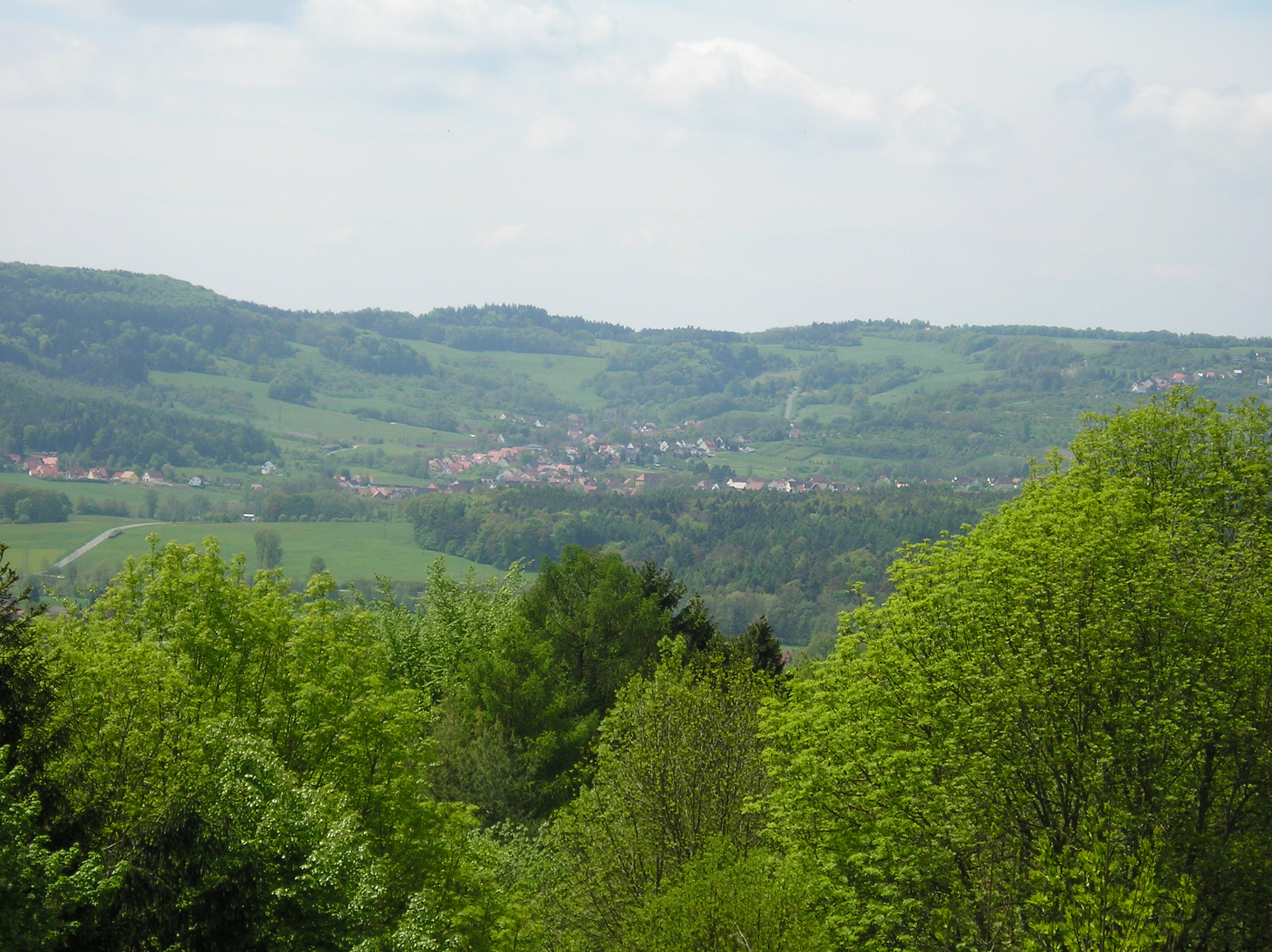
Dzielnice Ermreuth i Rödlas
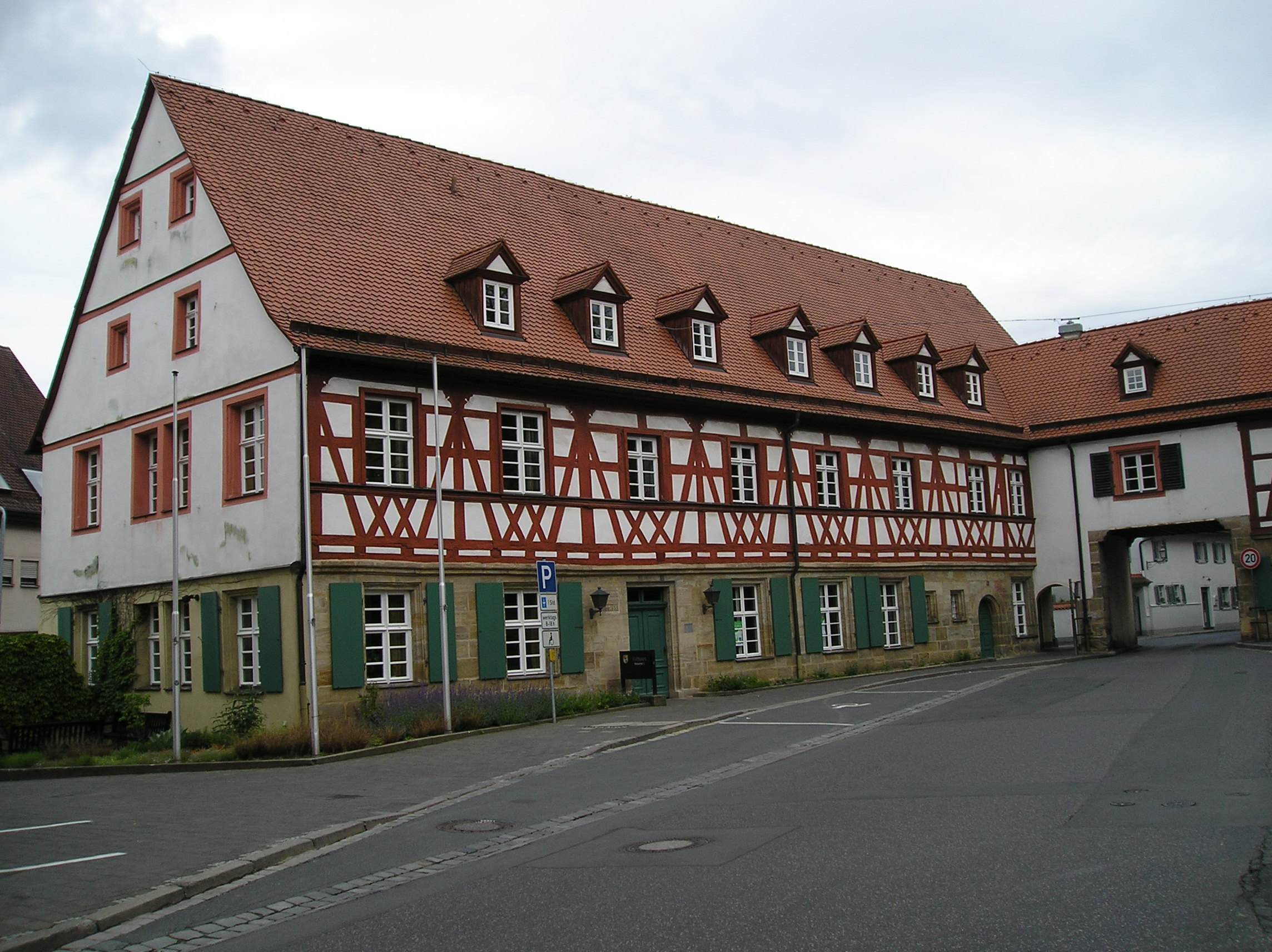
Ratusz
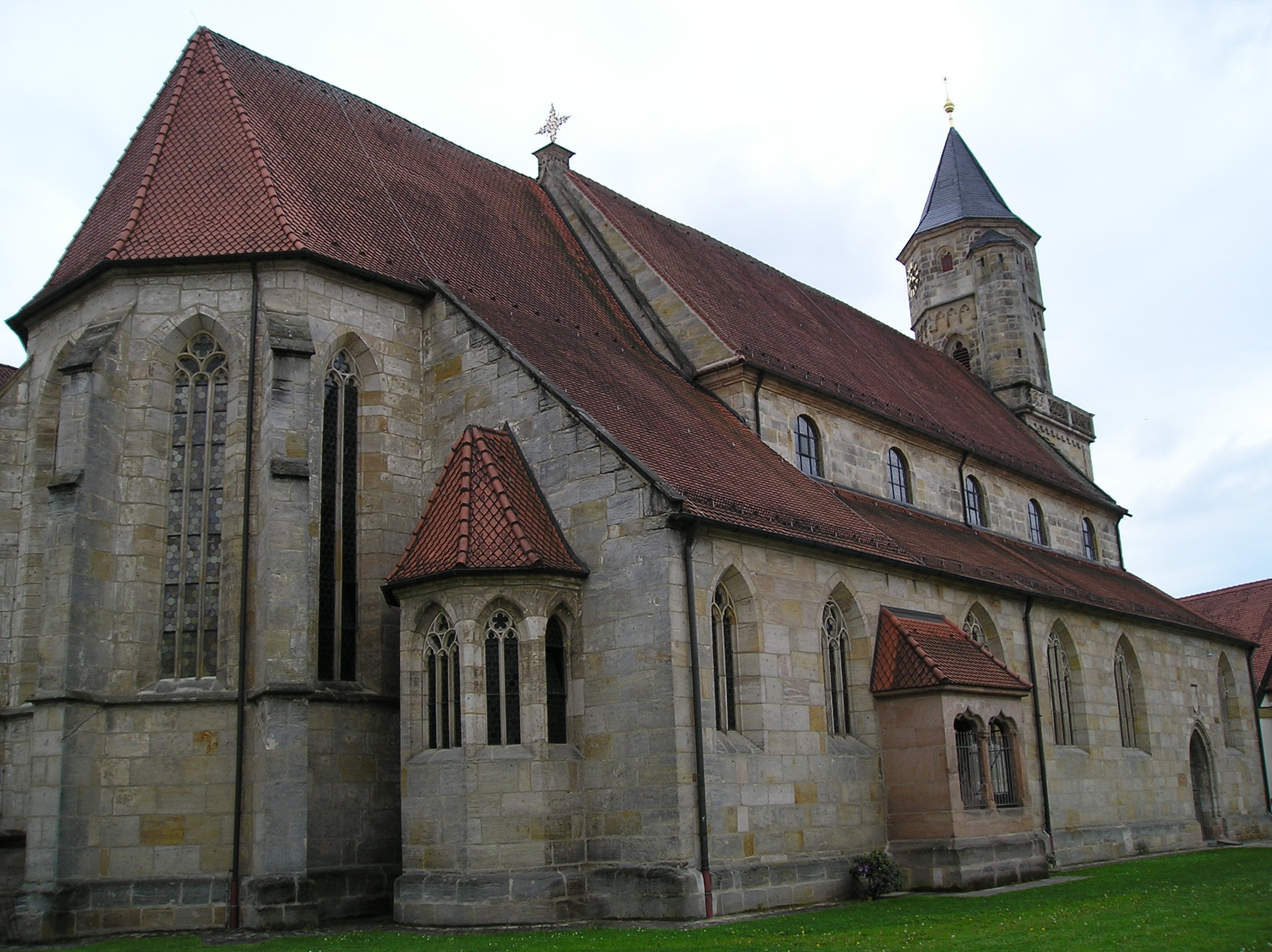
Kościół pw. św. Michała (St. Michael)